# Welsberg-Taisten
Welsberg-Taisten är en kommun i provinsen Sydtyrolen i regionen Trentino-Sydtyrolen i Italien. Kommunen hade 2 914 invånare (2018).